# Rhysodesmus texicolens
Rhysodesmus texicolens är en mångfotingart som först beskrevs av Chamberlin 1938.  Rhysodesmus texicolens ingår i släktet Rhysodesmus och familjen Xystodesmidae. Inga underarter finns listade i Catalogue of Life.